# Tehmina Durrani
Tehmina Durrani (ourdou : تہمینہ درانی, née le 18 février 1953 à Lahore) est une autrice, artiste et militante pakistanaise pour les droits des femmes et des enfants. Dans son premier livre, Mon Seigneur et Maître (1991), elle dénonce les violences domestiques de son mari, l'homme politique Mustafa Khar (en).
En 1996, elle sert de porte-plume à Abdul Sattar Edhi pour son autobiographie, A Mirror to the Blind. Avec son soutien, elle crée la Fondation Tehmina Durrani, dont la mission est de soutenir l'humanitarisme d'Edhi et de travailler à transformer le Pakistan en État-providence social.

## Biographie
Tehmina Durrani est née et élevée à Karachi, au Pakistan, est la fille d'un ancien gouverneur de la State Bank of Pakistan et directeur général de Pakistan International Airlines, Shakirullah Durrani (en). La mère de Tehmina, Samina Durrani, est la fille de Liaqat Hayat Khan (en), le premier ministre de l'ancien État princier de Patiala, et la nièce de l'ancien premier ministre du Pendjab Sikandar Hayat Khan (en).
À dix-sept ans, elle épouse Anees Khan et ils ont une fille ensemble. Ils divorcent en 1976. Durrani épouse ensuite Mustafa Khar (en), ancien gouverneur du Pendjab qui a déjà été marié cinq fois. Ils ont quatre enfants. Après quatorze ans, Durrani obtient un divorce.
En 1991, elle écrit une autobiographie intitulée Mon Seigneur et Maître où elle affirme que Khar l'a maltraitée. Elle y affirme que l'idée des femmes comme possessions de leur mari est une version déformée de l'Islam qui est soutenue par le silence des femmes et de la société dans son ensemble. En réponse à son livre, ses parents renient ses enfants et elle pendant treize ans.
Mon Seigneur et Maître est publié par Vanguard Books, une société détenue par les journalistes Najam Sethi et Jugnu Mohsin. Durrani nie avoir signé un contrat conférant des droits étrangers complets à Mohsin plutôt qu'à elle-même et à sa succession. Le différend est réglé en 1992.
En 1993, elle entame une grève de la faim contre la corruption du gouvernement. Après sept jours, elle est admise à l'hôpital et n'arrête qu'après avoir reçu la visite du Premier ministre pakistanais, Moeenuddin Ahmad Qureshi.

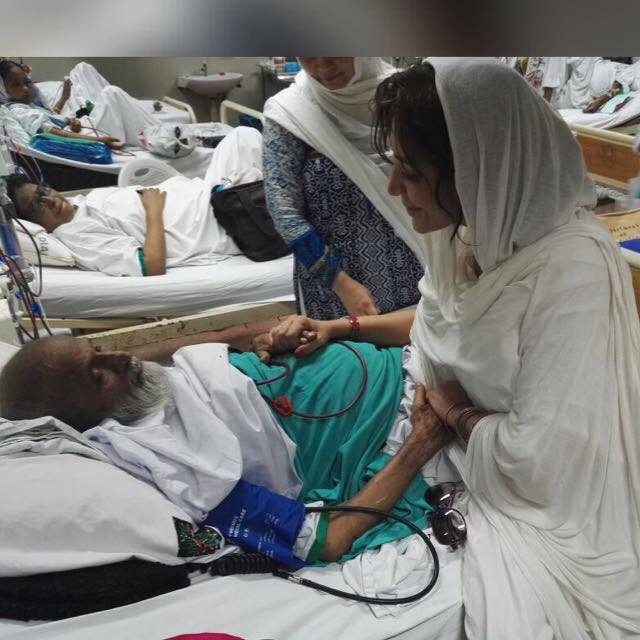
Tehmina Durrani avec Abdul Sattar Edhi.

Elle rencontre alors Abdul Sattar Edhi, qui partage ses principes politiques, et emménage avec la famille Edhi, passant trois ans au service de la fondation Edhi à Karachi. Elle devient son apprentie et obtient la permission d'écrire son autobiographie. En 1994, elle publie A Mirror to the Blind, l'autobiographie officielle « narrée » d'Edhi.
Le 19 mai 1999, Durrani accuse Sethi d'avoir volé les bénéfices de son premier livre, Mon Seigneur et Maître. À l'époque, Sethi est détenu pour ses commentaires à une équipe de presse de la BBC sur la corruption du gouvernement. Elle poursuit Sethi pour harcèlement psychologique, et il la poursuit en retour pour diffamation. Une étude des contrats signés par le journal anglais The Independent affirme que Sethi a agi de bonne foi et juge Durrani en tort dans l'affaire.
En 2003, elle épouse l'homme politique Shehbaz Sharif. Ils se marient lors d'une cérémonie privée à Dubaï, aux Émirats arabes unis. Le couple s'installe à Lahore,,.
En 2005, Durrani s'engage pour l'insertion sociale des femmes. En 2001, elle s'occupe de Fakhra Younus, ancienne épouse de Bilal Khar, le fils de Khar issu de son troisième mariage. Younus a été attaquée à l'acide, peut-être par son mari. Younus se voit refuser un passeport pour quitter le Pakistan, mais sous la pression du public international et avec le soutien de Durrani, elle est finalement autorisée à partir. Durrani engage la société de cosmétiques italienne Sant'Angelica et travaille avec le gouvernement italien pour faire soigner Younus. L'ONG italienne Smile Again, dirigée par Clarice Felli, arrive au Pakistan pour aider à soigner les femmes mutilées ; elle s'engage dans l'association.
Le 17 mars 2012, Younus se suicide en Italie et est enterrée à Karachi,. Le film documentaire de 2012 Saving Face est réalisé sur la vie de Younus et remporte l'Oscar du meilleur documentaire.
Tehmina Durrani crée la fondation à son nom en 2015, et les opérations commencent en janvier 2017.

## Livres
- 1991 : My Feudal Lord, Vanguard Press, New York / traduction française : Mon Seigneur et Maître, Éditions Fixot, Paris, 1994 •  (ISBN 978-2-28600-425-5)
- 1996 : A Mirror to the Blind, The National Bureau of Publications avec la Fondation Edhi (en)
- 1999 : Blasphemy : A novel, roman , South Asia Books •  (ISBN 978-0-67088-371-4) / édition américaine : Penguin Books, 1999 •  (ISBN 978-0-14028-004-3)
- 2013 : Happy Things in Sorrow Times, 204 pages, Ferozsons •  (ISBN 978-9-69002-476-3)